# Joaquim Lopes (pintor)
Joaquim Francisco Lopes (Vilar do Paraíso, Vila Nova de Gaia, 1886 — 1956) foi um pintor e professor português. Pertence à primeira geração de artistas modernistas portugueses, ainda que seja considerado por muitos como um pintor tardo-naturalista.

## Biografia

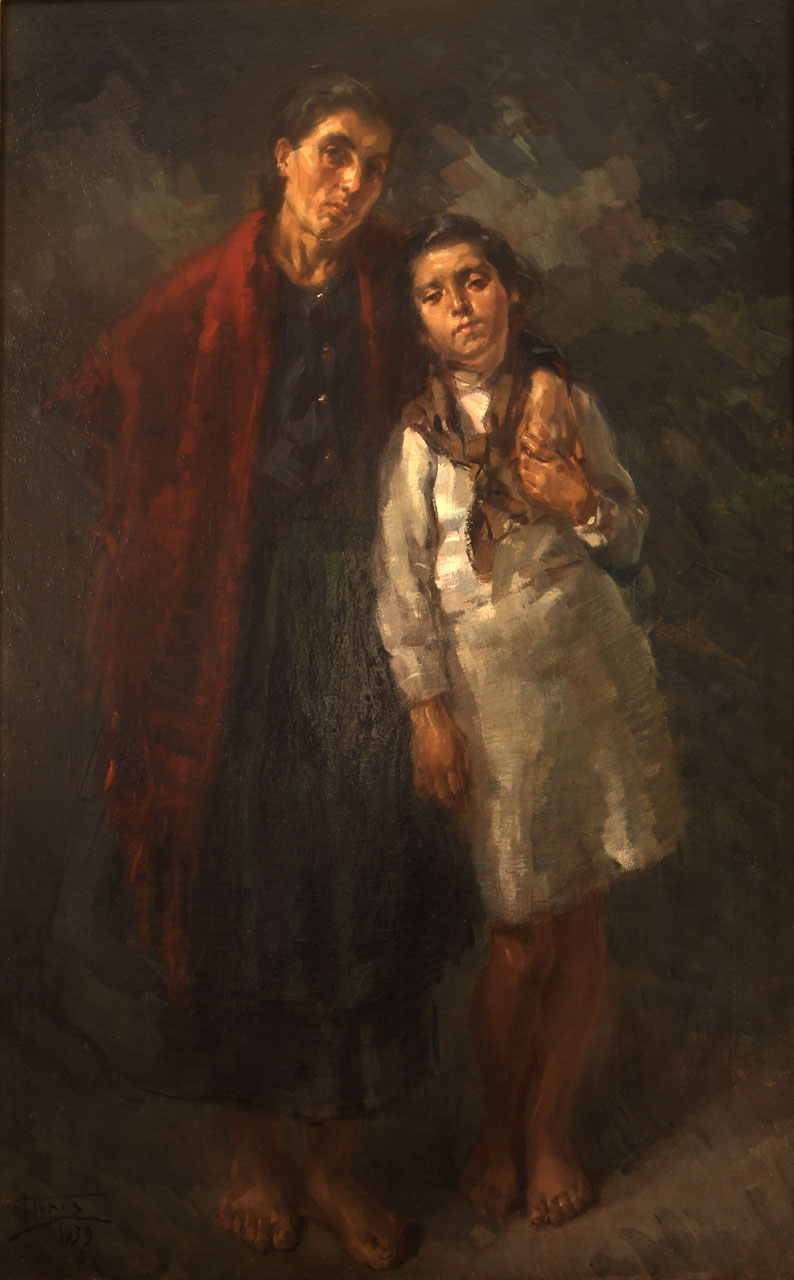
Abandonadas (1939), óleo sobre tela (Museu de Lamego).

Nasceu na freguesia de Vilar do Paraíso, concelho de Vila Nova de Gaia a 23 de abril de 1886, no seio de uma família numerosa. A sua vocação artística surge no período em que se encontra a frequentar os estudos primários e findos estes irá trabalhar, pela mão de um familiar, numa serralharia. Aí é-lhe atribuída a tarefa de pintar ornamentos em cofres.
Neste período, ingressa na Escola Industrial Passos Manuel onde estuda Desenho, Pintura, Modelação, Cerâmica tendo terminado aí os seus estudos com a classificação máxima de 20 valores (1906). O estudo da cerâmica vai-lhe permitir trabalhar em fábricas deste ramo, como a Cavaco, Carvalhinho, Agueiro, etc..
Vai frequentar o curso de Pintura na Academia Portuense de Belas Artes, sendo aluno de João Marques de Oliveira e de José de Brito. Nesta escola, teve como colegas Diogo de Macedo, Henrique Moreira, Joaquim Martins, Manuel Marques e António de Azevedo.
A sua primeira exposição realizou-se em 1913 e foi em conjunto com o seu amigo Diogo de Macedo.
Em 1914 ganhou uma bolsa de estudo que lhe possibilitou pintar, juntamente com Soares Lopes, a paisagem do Gerês. O resultado destes trabalhos esteve em exposição no jornal "O Comércio do Porto".
Termina a sua licenciatura em 1915 com a média final de 17 valores e, passados quatro anos, parte para Paris onde tem a oportunidade de frequentar a Académie de la Grande Chaumière. Aí é influenciado pela corrente Impressionista.
Volta a Portugal no ano de 1930 para se dedicar ao ensino, primeiro ao ensino técnico e depois ao ensino universitário como professor na Escola de Belas-Artes do Porto.
Nesta escola, onde lecionou por dezoito anos, foi também diretor (1948-1952) sendo a sua ação marcada pela participação nas Exposições Magnas, promoção da compra do atelier de Soares dos Reis, ampliação das instalações da Escola de Belas Artes do Porto e chefia das Missões Estéticas de Férias em Viana do Castelo (1940) e em Bragança (1943).
Os seus trabalhos, sobretudo a pintura a óleo, pastel e aguarela valeram-lhe vários prémios e podem ser vistos em vários museus nacionais como o  Museu Nacional de Soares dos Reis (Porto), a Faculdade de Belas-Artes da Universidade do Porto (Porto), a Casa Museu Almeida Moreira (Viseu), o Museu do Abade de Baçal (Bragança), o Museu de José Malhoa (Caldas da Rainha), o Museu Grão Vasco (Viseu), o Museu de Lamego (Lamego) e o Museu do Chiado (Lisboa).
Está também representado no acervo da Pinacoteca do Estado de São Paulo.
Jubilou-se em 1955 e faleceu em 25 de Março de 1956.

## Painel de Azulejos do Rossio de Viseu
São da sua autoria os desenhos que figuram no painel de azulejos do Rossio de Viseu, executado em 1931 por encomenda da Comissão de Iniciativa e Turismo de Viseu (instituída em 1926). Nele encontram-se representadas figuras do mundo rural beirão, como o pastor com o cajado, a capucha do Caramulo, o pastor com o varapau e manta pelo ombro e um jovem pastor a tocar flauta. Representa ainda actividades comerciais, como uma feira de gado, a venda de louça e uma área de comes e bebes. Os azulejos que compõem a obra foram produzidos pela Fábrica do Agueiro, de Vila Nova de Gaia.

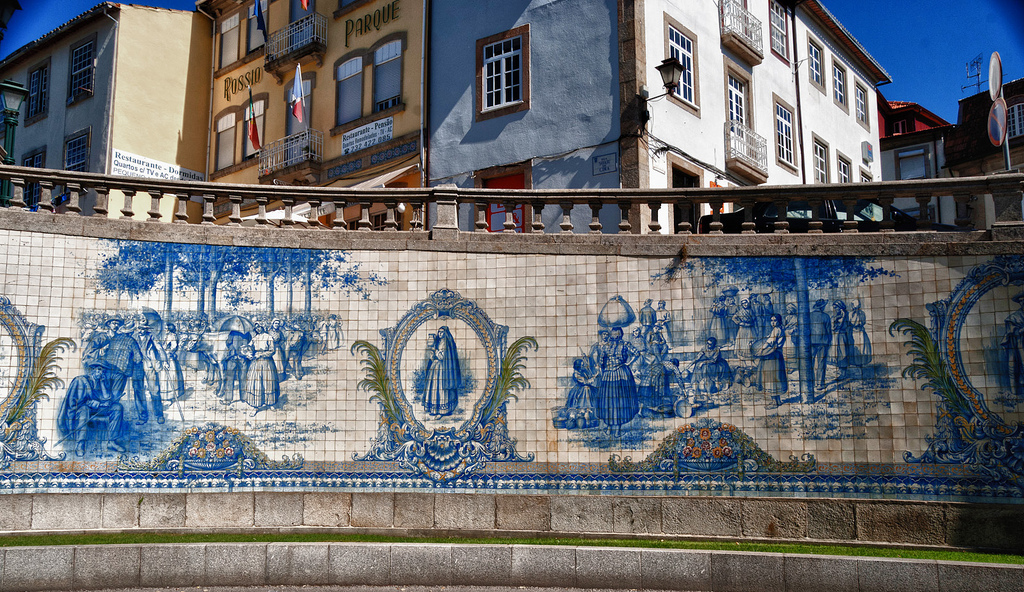
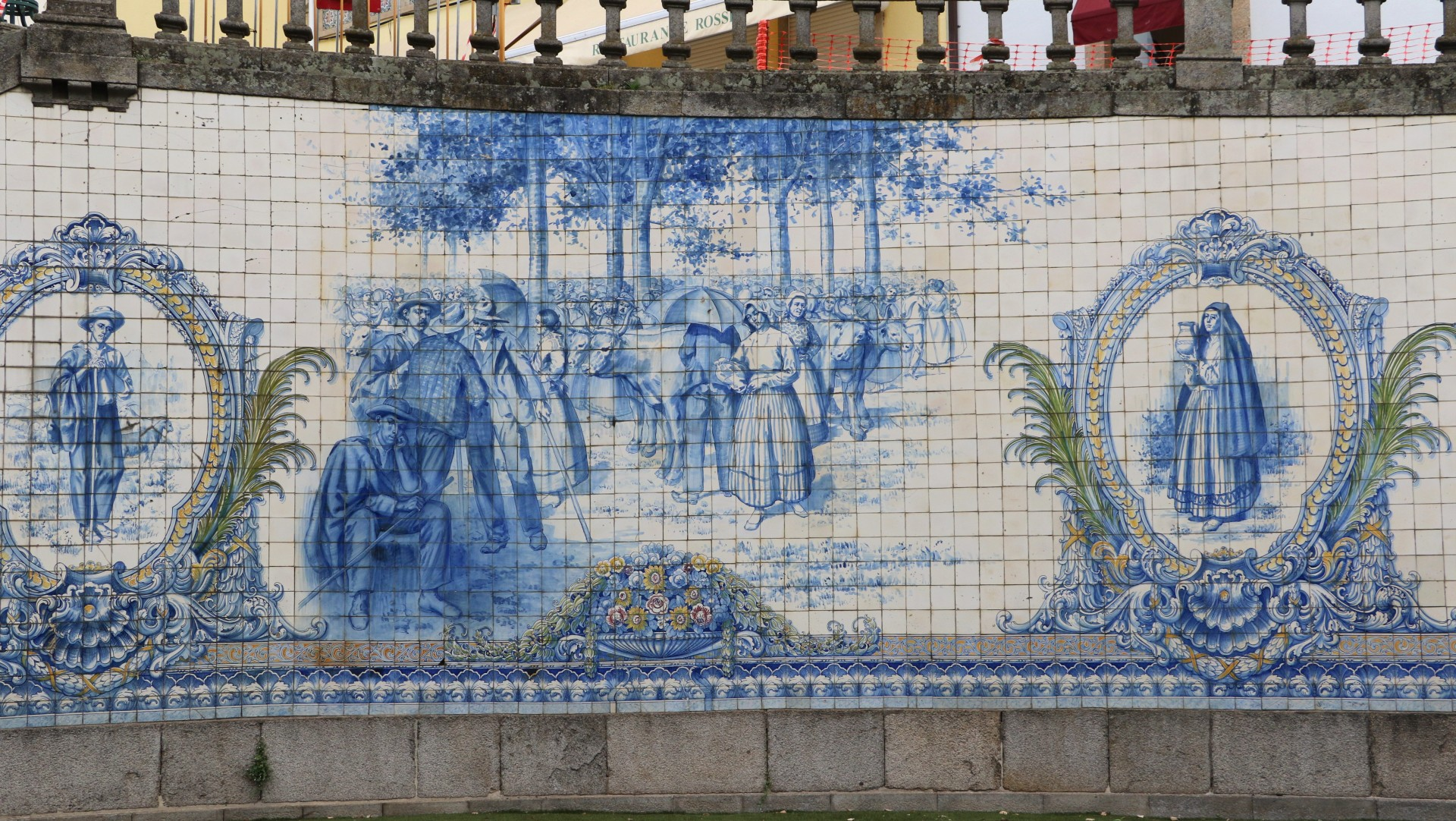
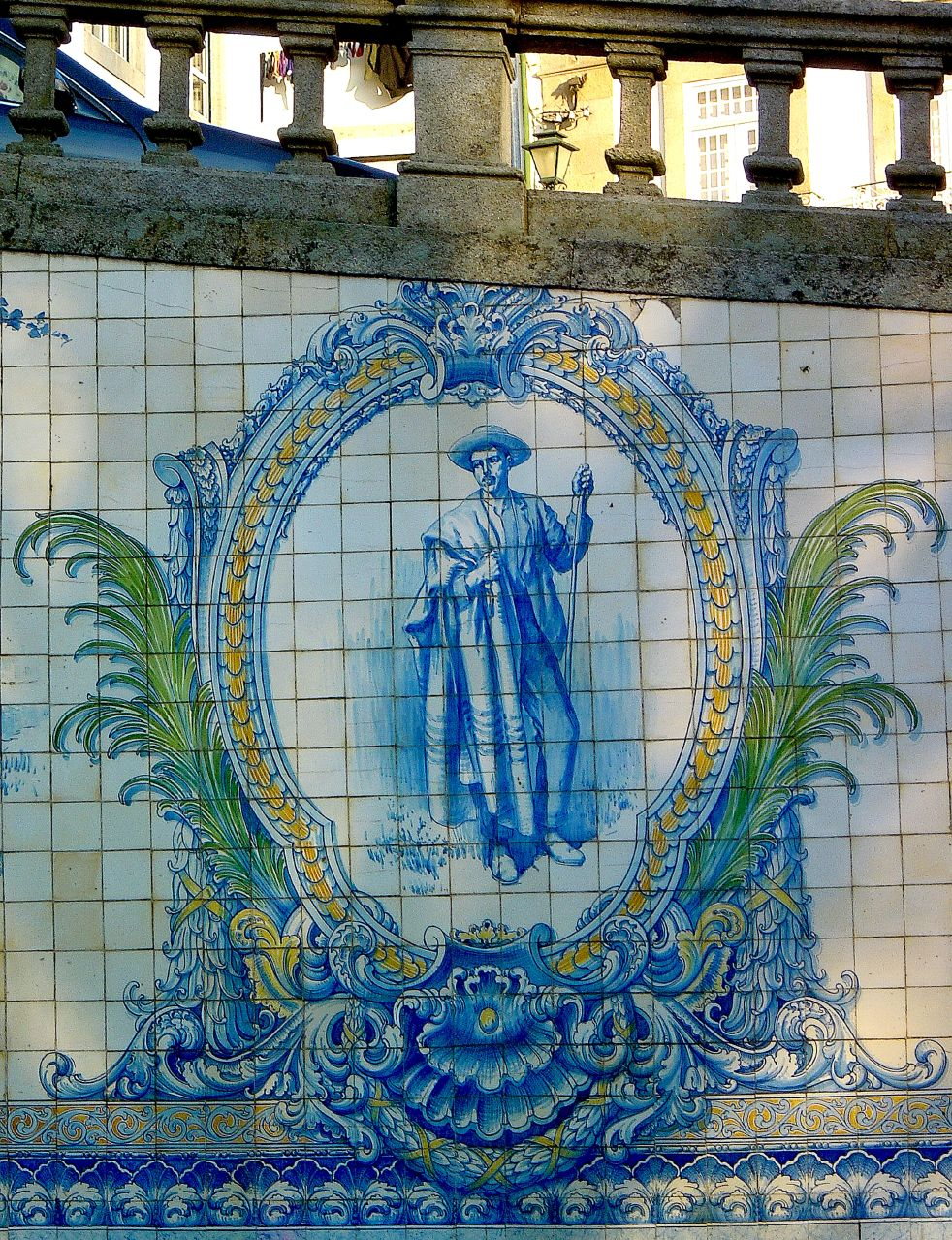
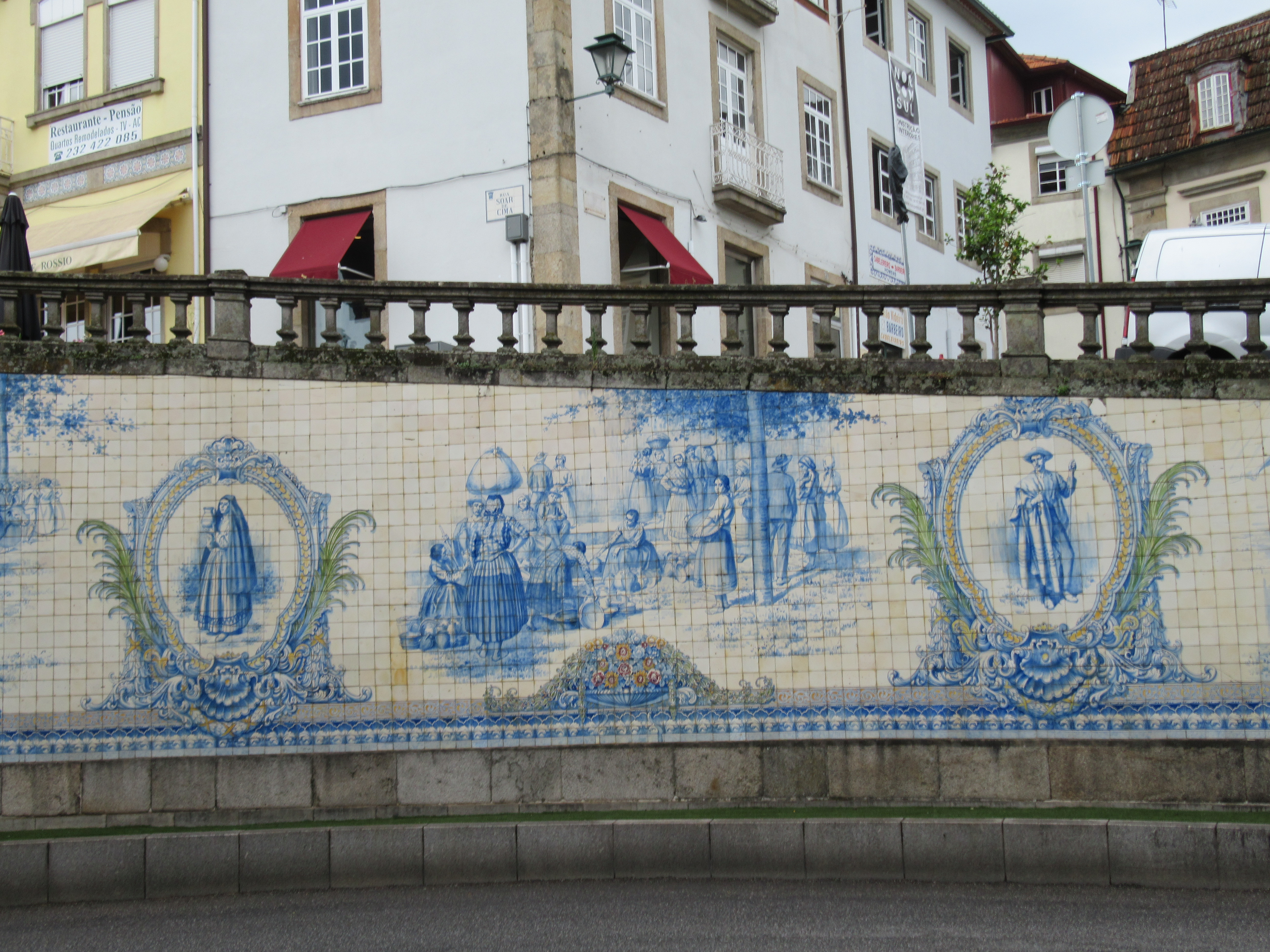

## Exposições
A sua obra esteve representada nas seguintes exposições:

### Portugal
- O rio Douro : visto por artistas plásticos : óleos e aguarelas", organizada e patente no Museu Nacional de Soares dos Reis, no Porto, em 1963.[6]
- Os Anos 40 na Arte Portuguesa, patente entre 30 de Março de 1982 e 23 de Maio de 1982 na Sociedade Nacional de Belas-Artes (SNBA), em Lisboa, e no Museu Calouste Gulbenkian, em Lisboa.[7]
- Pintores da Escola do Porto, Séc. XIX e XX, nas Colecções do Museu Nacional de Soares dos Reis - 150.º Aniversário do Museu Nacional de Soares dos Reis, patente entre 14 de Setembro de 1983 – 29 de Janeiro de 1984, no Museu Calouste Gulbenkian, em Lisboa, e no Museu José Malhoa, nas Caldas da Rainha.[7]
- Carlos Ramos. Exposição Retrospectiva da sua Obra, patente entre 24 de Janeiro de 1986 – e Fevereiro de 1986 no Museu Calouste Gulbenkian, e de 31 de Outubro de 1986 a (?) no Museu Nacional de Soares dos Reis, no Porto.[7]
- Os Naturalistas - Ciclo «150 Anos Arte Portuguesa», patente entre 9 de Novembro de 1986 e 25 de Novembro de 1986, no Museu Luís de Camões, em Macau.[7]
- Exposição de Pintura de Joaquim Lopes realizada no Museu do Douro, em 2008, integrando obras que o autor dedicou ao Douro e que se encontravam dispersas por várias instituições (Casa do Douro, Museu Nacional de Soares dos Reis, Museu Abade de Baçal, etc.).[8]

### Brasil
- Exposição Internacional da Independência do Brasil (1922-1923).[9]
- I Bienal de São Paulo (1951).[9]
- Exposição: Arte Portuguesa (1550-1950) (1965).[9]

## Obras Publicadas
Para além da pintura foi também escritor sendo autor das seguintes obras:
- Marques de Oliveira;
- Do Regionalismo ao Nacionalismo na Arte;
- Cândido da Cunha;
- Silva Porto.

## Homenagens
- Rua Pintor Joaquim Lopes, Aldoar, Porto.[8]
- Travessa Joaquim Lopes, Vila Nova de Gaia.[8]
- Prémio Mestre Joaquim Lopes de Pintura.[8]